# Seicercus montis
Seicercus montis е вид птица от семейство Phylloscopidae.

## Разпространение
Видът е разпространен в Индонезия, Източен Тимор, Малайзия и Филипините.